# Aislingen
Aislingen är en köping (Markt) i Landkreis Dillingen an der Donau i Regierungsbezirk Schwaben i förbundslandet Bayern i Tyskland.
Köpingen ingår i kommunalförbundet Holzheim tillsammans med kommunerna Glött och Holzheim.